# Amphistomus cunninghamensis
Amphistomus cunninghamensis là một loài bọ cánh cứng trong họ Bọ hung (Scarabaeidae).